# Cassephyra cyanosticta
Cassephyra cyanosticta är en fjärilsart som beskrevs av George Francis Hampson 1907. Cassephyra cyanosticta ingår i släktet Cassephyra och familjen mätare. Inga underarter finns listade i Catalogue of Life.

## Bildgalleri

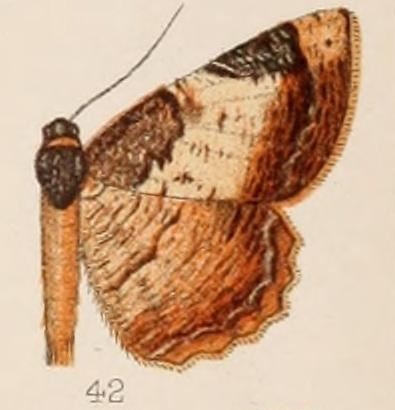